# Avancée de trottoir

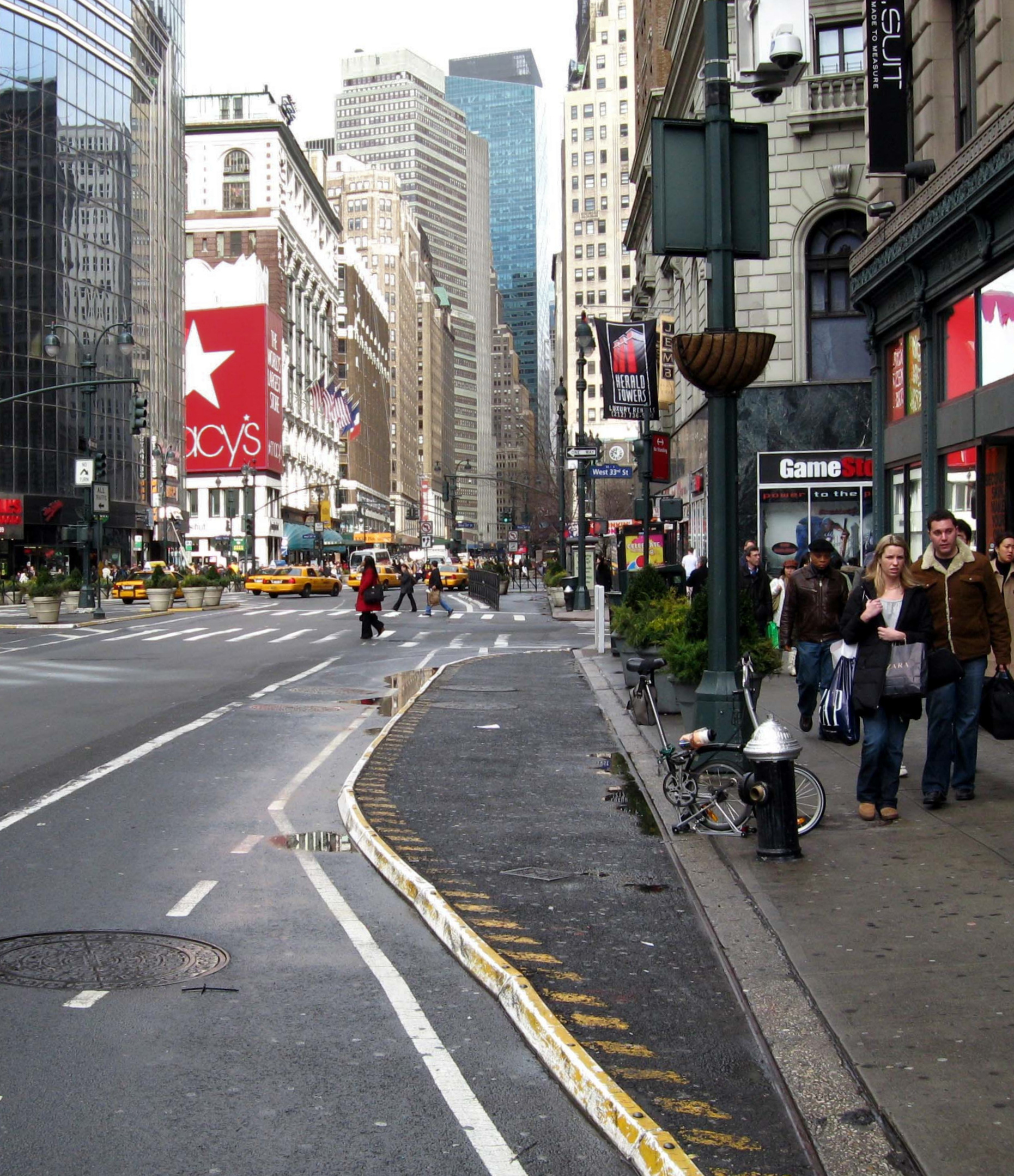
Une avancée de trottoir à New York.

Une avancée de trottoir, élargissement de trottoir, oreille de trottoir ou saillie de trottoir désigne l'élargissement d'un trottoir devant un passage piéton en vue d'améliorer la visibilité des piétons et des automobilistes, par la suppression de stationnement près du passage piéton. L'avancée de trottoir permet également parfois de diminuer la distance de parcours des piétons sur la chaussée.